# Вазописець Іліуперса

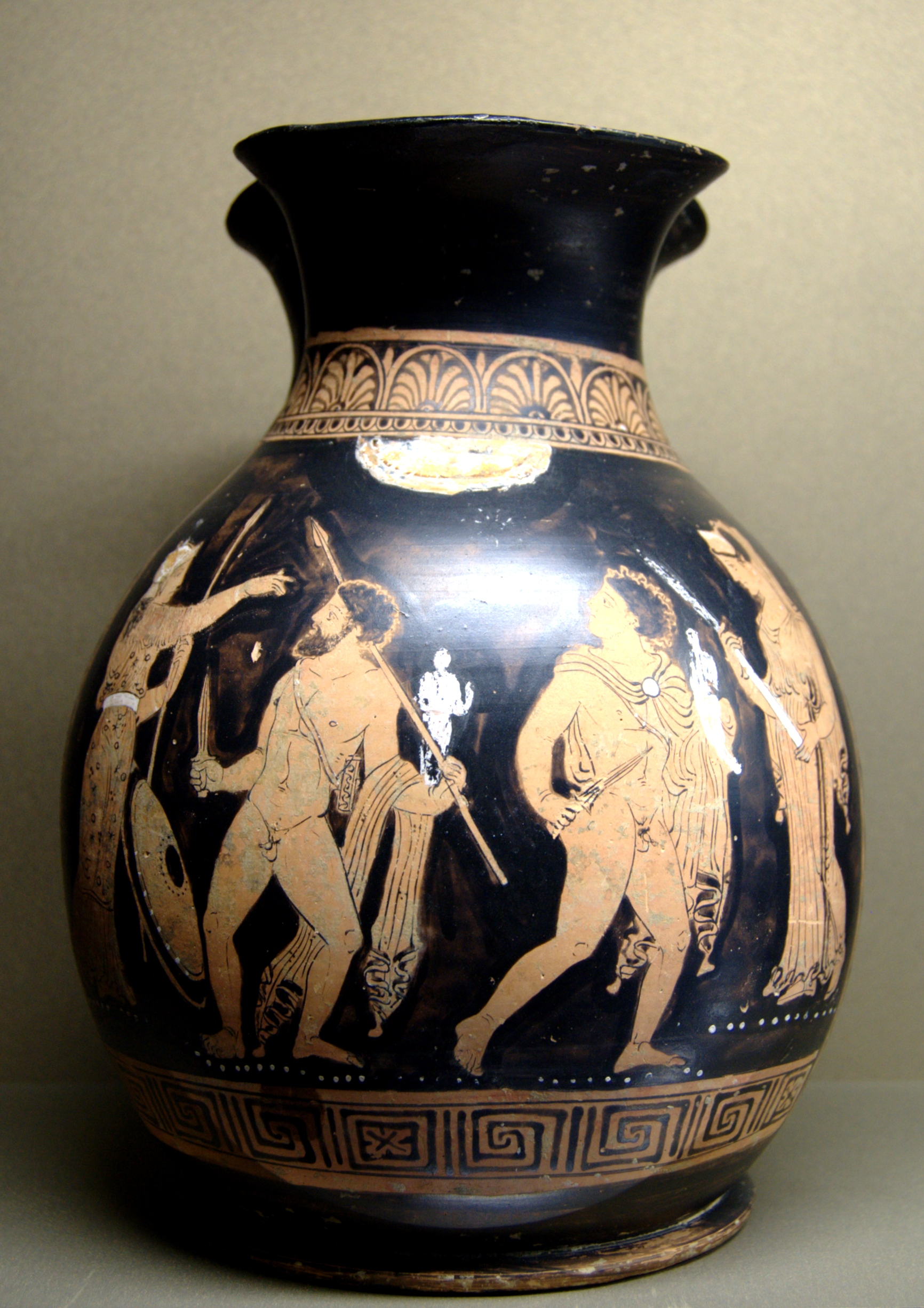
Одіссей та Діомед викрадають палладій з Трої, ойнохоя вазописця школи Вазописця Іліуперса, Лувр

Вазописець Іліуперса — анонімний давньогрецький вазописець, працював в Апулії в IV столітті до н. е. у червонофігурній техніці, на початку доби «розкішного стилю».
Його умовна назва походить від іменної вази — кратера з волютами у Британському музеї із зображенням Іліуперса (грец. Ἰλίου πέρσις — Зруйнування Трої).
Вазописець Іліуперса слідував традиції Діжонського вазописця, проте сам вніс кілька інновацій у техніку апулійського вазопису. Так, він першим почав зображувати поховальні сцени, поклавши початок виготовленню наїскосових ваз; Вазописець Іліуперса запровадив традицію хвилястого розпису нижньої частини ваз, а також винайшов особливі волюти для ручок кратерів із зображенням облич. Основними мотивами робіт майстра були міфологічні та діонісійські сцени, а також жанрові сцени з еротами, чоловіками та жінками.
Загалом авторству Вазописця Іліуперса приписується щонайменше більше 100 робіт. Він був одним з перших художників, хто почав додавати у розпис білий і жовтий кольори. Іноді він також використовував червоний і коричневий. Серед найзнаніших співавторів і колег по майстерні Вазописця Іліуперса був Вазописець Афін 1714. Багато спадкоємці продовжували його традиції, включають Вазописця Дублінської ситули.